# Charles Floquet
Charles Thomas Floquet (Saint-Jean-Pied-de-Port, 2 oktober 1828 – Parijs, 18 januari 1896) was een Frans politicus.

## Biografie

### Opleiding en vroege carrière
Charles Floquet werd geboren op 2 oktober 1828 in Saint-Jean-Pied-de-Port in het departement Basses-Pyrénées. Hij studeerde rechten in Parijs en vestigde zich in 1851 aldaar als advocaat. Reeds als student gaf hij blijk van republikeinse sympathieën. Hij nam deel aan de Februarirevolutie van 1848. Na de staatsgreep van 2 december 1851, waarbij prins-president Lodewijk Napoleon Bonaparte alle macht naar zich toetrok, kwam hij in het verzet tegen de regering, zeker toen Frankrijk exact een jaar later een keizerrijk werd met Napoleon III als keizer. Zijn verzet werd pas goed merkbaar toen hij als advocaat van politieke tegenstanders van het regime optrad en felle artikelen schreef in Le Temps en andere invloedrijke kranten.
Toen de Russische tsaar Alexander II in 1867 het Palais de Justice in Parijs bezocht, ging het verhaal dat Floquet de tsaar de woorden "Vive la Pologne, monsieur" ("Leve Polen, mijnheer").
Charles Floquet verwierf in 1870 faam toen hij in 1870 optrad als advocaat van de familie van de door prins Pierre Bonaparte – een neef van de keizer – vermoordde kritische journalist Victor Noir. Uiteindelijk werd prins Pierre Bonaparte vrijgesproken.

### Politieke carrière tijdens de Derde Franse Republiek
Charles Floquet nam deel aan de revolutie van 4 september 1870, waarbij er een einde kwam aan het keizerrijk. Hij werd vervolgens benoemd tot assistent van de burgemeester van Parijs (Étienne Arago). Op 3 oktober 1870 nam hij ontslag en nam hierna actief deel aan de verdediging van Parijs. Bij de parlementsverkiezingen van 8 februari 1871 werd hij in de Kamer van Afgevaardigden (Chambre des Députés) gekozen voor het departement Seine. Hij verzette zich fel tegen de vredesvoorwaarden van Duitsland en tegen de verplaatsing van de Franse Nationale Vergadering (Assemblée Nationale Française) naar Versailles. Tijdens de Commune van Parijs (maart–mei 1871) vormde hij de Ligue d'Union Républicaine des Droits met als doel de communards te verzoenen met de regering in Versailles. Toen dit mislukte verliet hij Parijs. Na de onderdrukking van de Commune werd hij op last van president Adolphe Thiers gearresteerd en vastgezet, maar spoedig werd hij vrijgelaten.
Floquet werd in 1872 in de gemeenteraad van Parijs gekozen. In 1874 werd hij gekozen tot voorzitter de gemeenteraad. In 1876 werd hij als kamerlid voor het departement Seine herkozen en startte een campagne om amnestie te verkrijgen voor de communards. Dankzij zijn bevlogenheid groeide hij uit tot een van de leiders van de ultraradicale fractie (Union Républicaine). In 1881 was Floquet vicevoorzitter van de Kamer van Afgevaardigden. In 1882 legde hij zijn mandaat als kamerlid neer om prefect van het departement Seine te worden. Reeds in augustus van dat jaar trad hij als prefect af toen de regering weigerde om het ambt van burgemeester van Parijs te herstellen. Hierop werd hij voor het Perpignan in de Kamer van Afgevaardigden gekozen als kandidaat van de radicalen. Op 8 april 1885 werd hij Floquet gekozen tot voorzitter van Kamer van Afgevaardigden gekozen. Hij volgde hiermee Henri Brisson op. In 1886 en in 1887 werd hij herkozen als voorzitter.

### Premier
Door de opkomst van de nationalistische generaal Georges Boulanger in 1888 viel het kabinet-Tirard. Als verklaard tegenstander van Boulanger verzocht president Sadi Carnot Floquet om een kabinet te vormen. Alvorens het ambt van premier (Président du Conseil) op zich te nemen bracht Floquet een bezoek aan de Russische ambassadeur in Frankrijk. Dit gesprek loste de problemen op die er sinds 1867 (zie hierboven) tussen de Russische regering en Floquet bestonden. Op 4 maart werd Floquet premier van een radicaal kabinet. Naast premier werd Floquet ook minister van Binnenlandse Zaken.

### Duel met generaal Georges Boulanger

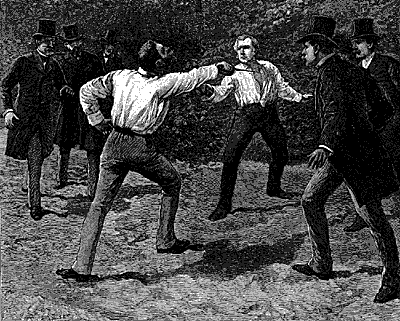
Duel tussen Floquet en generaal Georges Boulanger

Van het kabinet werd een krachtig optreden tegen generaal Boulanger verwacht. Het kabinet verzette zich vervolgens tegen de voorstellen van de generaal, wat leidde tot heftige conflicten tussen de regering en de generaal en diens aanhangers in het Franse parlement. Op 12 juli 1888 kwam het tot een heftig debat tussen Floquet en Boulanger, wat uitmondde in een schermduel tussen de beide heren. Als secondanten van Floquet traden de radicalen Georges Clemenceau en Georges Perrin op, als secondanten van Boulanger traden de socialist Charles-Ange Laisant en de linkse liberaal René-Félix Le Hérissé op. Tot ieders verbazing (Boulanger was tien jaar jonger dan Floquet én een beroepsmilitair) verwondde Floquet Boulanger tijdens het duel. Boulanger was in zijn strot gestoken, waarna de laatste niet meer in staat was om het duel voort te zetten.
In februari 1889 kwam het kabinet ten val, omdat het onvoldoende steun kreeg in het parlement voor de plannen om de grondwet te wijzigen. Bij de parlementsverkiezingen van 1889 behaalden de radicalen van Floquet een grote overwinning (van 40 naar 100 zetels in de Kamer van Afgevaardigden). De Boulangisten wonnen ook, en verkregen 72 zetels in de Kamer van Afgevaardigden. Boulangers politieke rol was echter spoedig uitgespeeld en hij overleed in 1891. Op 16 november 1889 werd Floquet opnieuw tot voorzitter van de Kamer van Afgevaardigden gekozen.
Floquets macht nam af tijdens het aan het licht komen van het Panamaschandaal in 1893, waarbij hij betrokken was. Hij moest ook aftreden als voorzitter van de Kamer van Afgevaardigden en als kamerlid. In 1894 werd hij voor het departement Seine in de Senaat (Sénat) gekozen.
Charles Floquet overleed op 67-jarige leeftijd, op 18 januari 1896 in Parijs.